# David Fernández Rodríguez
David Fernández Rodríguez (Oviedo, 6 de gener de 1972) és un exfutbolista asturià, que jugava com a davanter.

## Trajectòria
Sorgeix del planter del Reial Oviedo. A la temporada 92/93 debuta amb el primer equip en un encontre de la màxima categoria, però, l'arribada de Radomir Antić el va retornar al filial, a la vegada que endarreria la seua posició cap a la defensa. La temporada 94/95 és cedit a la Gimnástica de Torrelavega.
L'estiu de 1995, a falta de continuïtat a l'Oviedo, fitxa pel Real Avilés Industrial, de Segona B. El davanter seria un dels jugadors més importants del conjunt avilesí durant la segona meitat de la dècada dels 90, jugant 139 partits i marcant 28 gols. Començada la temporada 99/00, deixa l'Avilés per fitxar pel CP Mérida, de Segona Divisió.
Al conjunt extremeny no va tenir fortuna amb les lesions i va disputar 15 partits, en els quals va marcar 3 gols. El Mérida descendeix administrativament eixe any i l'asturià recala al Recreativo de Huelva. Ací recupera la titularitat, culminada amb l'ascens a primera divisió del 2002. Però, no hi té continuïtat i deixa l'equip andalús. En principi fitxa pel Burgos CF, però el club castellà sofreix un descens administratiu i acaba militant al Getafe CF, on amb prou feines apareix en 14 partits.
La temporada 03/04 milita al Racing de Ferrol, de Segona B, i a l'any següent retorna a Astúries per formar amb la Universidad de Oviedo. Es retiraria el 2006, després de jugar la darrera campanya a l'Astur.